# Francisco Blanco Pedraza
Francisco Blanco Pedraza (f. 1975) fue un militar español que participó en la Guerra civil.

## Biografía
Oriundo de la población de Villanueva de Córdoba, era militar profesional perteneciente al arma de artillería
Cuando en julio de 1936 estalló la Guerra civil ostentaba el rango de capitán y estaba destinado en el Regimiento de artillería de costa n.º 4 en Menorca. Sin embargo, por esas fechas se encontraba de permiso en su localidad natal, y rápidamente se puso a disposición del Frente Popular. En los primeros días de la contienda fue asesor militar de la columna mandada por el líder obrero Nemesio Pozuelo. Posteriormente dirigió una batería de artillería agregada a la columna «Miaja».
Durante la batalla de Pozoblanco fue un estrecho colaborador del teniente coronel Joaquín Pérez Salas, destacando al mando de la artillería republicana en Alcaracejos. A mediados de 1937 asumió el mando de la 88.ª Brigada Mixta, y con posterioridad sería nombrado comandante de la 38.ª División y jefe de la artillería del VII Cuerpo de Ejército. En marzo de 1939 apoyó el golpe de Casado, logrando hacerse con el control de Puertollano. Al final de la guerra rindió esta localidad ante las fuerzas franquistas, siendo hecho prisionero. Tras la guerra fue juzgado por un tribunal militar franquista, siendo expulsado del Ejército.
Falleció en Madrid en 1975, a los setenta y cuatro años de edad.